# 山本光春
山本 光春（やまもと みつはる、1905年（明治38年）4月26日 - 1988年（昭和63年）2月24日）は日本の実業家、ジャーナリスト。毎日新聞社社長を務めた。岡山県岡山市出身。

## 略歴
- 1926年 明治大学専門部経済学科卒業[2]。
- 1928年 東京日日新聞社入社[2]。
- 1945年 新潟日報社転出
- 1955年 毎日新聞東京本社編集局長
- 1958年 取締役西部本社代表[2]。
- 1961年 常務取締役[2]。
- 1967年 専務東京本社代表[2]。
- 1970年 副社長[2]。
- 1972年1月 社長（ - 1974年11月）[2]。
- 1977年12月 社友[2]。
- 1988年2月24日 急性心不全のため、東京都千代田区内の病院で死去。82歳没[2]。

## エピソード
竹槍事件では整理部副部長。新名丈夫の記事に「勝利か滅亡か 戦局はここまで来た」「竹槍では間に合わぬ 飛行機だ、海洋航空機だ」と見出しをつける。処分こそされなかったが、軍部の反発を招いたとして丸坊主になった。